# The Kids Aren’t Alright
The Kids Aren’t Alright (englisch für „Den Kindern geht es nicht gut“) ist ein Lied der US-amerikanischen Punk-Rock-Band The Offspring. Der Song ist die dritte Singleauskopplung ihres fünften Studioalbums Americana und wurde am 21. September 1999 veröffentlicht.

## Inhalt
The Kids Aren’t Alright ist ein gesellschaftskritisches Lied, das auf die hoffnungsvolle Jugend zurückblickt und dieser die spätere Realität gegenüberstellt. So singt Dexter Holland zuerst von den Träumen während der Kindheit und der Zuversicht auf eine erfolgreiche Zukunft. Doch mittlerweile seien die Kinder erwachsen, ihre Träume zerbrochen, viele Chancen vergeben und Leben zerstört. Dabei werden einzelne Schicksale beschrieben, wie das eines Mädchens, das die Schule abbrach und schwanger wurde, oder das eines Jungens, der arbeitslos ist, immer noch bei den Eltern wohnt und den ganzen Tag kifft. Ein weiterer Junge beging Suizid und einer starb an einer Überdosis Drogen.

“Chances thrown, nothing’s free

Longing for what used to be

Still it’s hard, hard to see

Fragile lives, shattered dreams”

Der Song soll auch die Realität des American Dream widerspiegeln.
Der Titel des Songs ist eine Anspielung auf das Lied The Kids Are Alright der britischen Rockgruppe The Who aus dem Jahr 1965.

## Produktion
Das Lied wurde von dem Musikproduzenten Dave Jerden produziert und der Text vom The-Offspring-Sänger Dexter Holland geschrieben.

## Musikvideo
Das Musikvideo zu The Kids Aren’t Alright wurde von dem Regisseur Yariv Gaber gedreht. Es spielt in einem einzigen Raum, in dem sich die Kamera durchgehend um das Geschehen dreht. Im Mittelpunkt sind verschiedene Personen aus allen Gesellschaftsschichten zu sehen, die stetig wechseln. Im Hintergrund sieht man teilweise Szenen aus der Kindheit. Um das Geschehen darzustellen, wurde die Technik der Rotoskopie genutzt. Neben der Band ist auch die Punk-Sängerin Bif Naked im Video zu sehen.

## Single

### Covergestaltung
Das Singlecover zeigt die Comiczeichnung einer Vogelscheuche, die in Tentakeln fällt, wobei sie ihren Hut verliert. Rechts und links neben dem Bild befinden sich die Schriftzüge The Offspring und The Kids Aren’t Alright in Weiß auf schwarzem Untergrund, jeweils von oben nach unten geschrieben.

### Titelliste
1. The Kids Aren’t Alright – 3:00
2. Pretty Fly (for a White Guy) (Live) – 3:10
3. Why Don’t You Get a Job? (Live) – 3:17
4. Walla Walla (Live) – 3:18

### Chartplatzierungen
The Kids Aren’t Alright stieg am 4. Oktober 1999 auf Platz 45 in die deutschen Charts ein und konnte sich acht Wochen lang in den Top 100 halten. Besonders erfolgreich war der Song im Vereinigten Königreich, wo er Rang 11 belegte. Ebenfalls die Charts erreichte The Kids Aren’t Alright u. a. in Schweden, den Niederlanden, Frankreich, Neuseeland und Belgien.
| ChartsChartplatzierungen     | Höchstplatzierung | Wochen |
| ---------------------------- | ----------------- | ------ |
| Deutschland (GfK)            | 45 (8 Wo.)        | 8      |
| Vereinigtes Königreich (OCC) | 11 (8 Wo.)        | 8      |

### Auszeichnungen für Musikverkäufe
The Kids Aren’t Alright wurde im Jahr 2023 für mehr als 600.000 Verkäufe im Vereinigten Königreich mit einer Platin-Schallplatte ausgezeichnet. 2021 erhielt es in den Vereinigten Staaten ebenfalls eine Platin-Schallplatte für über eine Million verkaufte Einheiten. Zudem wurde es 2025 in Deutschland für mehr als 600.000 Verkäufe mit Platin ausgezeichnet.

| Land/Region                  | Auszeichnungen für Musikverkäufe (Land/Region, Auszeichnung, Verkäufe) | Verkäufe  |
| ---------------------------- | ---------------------------------------------------------------------- | --------- |
| Brasilien (PMB)              | Gold                                                                   | 30.000    |
| Dänemark (IFPI)              | Gold                                                                   | 45.000    |
| Deutschland (BVMI)           | Platin                                                                 | 600.000   |
| Italien (FIMI)               | Platin                                                                 | 50.000    |
| Neuseeland (RMNZ)            | 2× Platin                                                              | 60.000    |
| Polen (ZPAV)                 | Gold                                                                   | 25.000    |
| Spanien (Promusicae)         | Platin                                                                 | 60.000    |
| Vereinigte Staaten (RIAA)    | Platin                                                                 | 1.000.000 |
| Vereinigtes Königreich (BPI) | Platin                                                                 | 600.000   |
| Insgesamt                    | 3× Gold · 7× Platin ·                                                  | 2.470.000 |

Hauptartikel: The Offspring/Auszeichnungen für Musikverkäufe